# Missione Nuestra Señora de Loreto Conchó
Nuestra Señora de Loreto Conchó fu una missione dei gesuiti nella penisola di Bassa California che era considerata "Capo e madre delle Missioni dell'Alta e Bassa California". Fu fondata dai missionari gesuiti nel territorio Monguí, nella regione che gli indigeni chiamavano Conchó, il 25 ottobre 1697. Si trovava nella città di Loreto, sul golfo di California.

## La fondazione
Dopo l'insuccesso di Hernán Cortés nel suo tentativo di fondare una colonia nella Baia di Santa Cruz, oggi La Paz, dovettero trascorrere più di 150 anni di tentativi falliti di colonizzare la penisola di Bassa California fino a che nel 1697 un piccolo gruppo di europei e gente della Nuova Spagna posero piede nella penisola per fondarvi missioni tra gli indios Pericú, Guaicura e Cochimí.

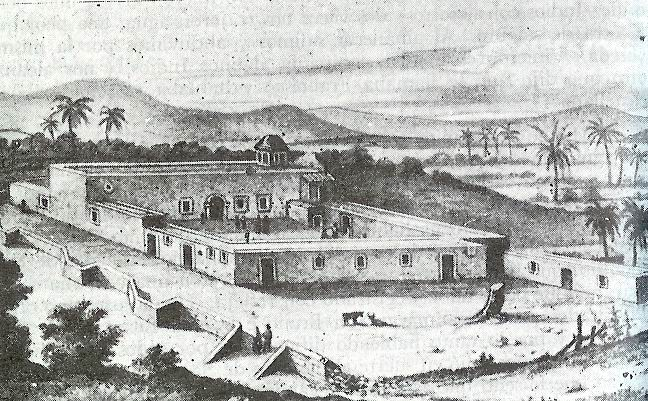
La missione di Nostra Signora di Loreto nel secolo XVIII

Il 19 ottobre 1697, un gruppo ridotto, agli ordini del padre Juan María de Salvatierra S.J., sbarcò dalla galeota "Santa Elvira" nella baia di San Dionisio, in un luogo chiamato dai nativi Conchó, che nel linguaggio indigeno significa "mangrovia colorata", e presero possesso del luogo che prenderà poi il nome di Loreto.
Nei primi giorni del loro arrivo, i padri missionari eressero un tendone che serviva da cappella, di fronte al quale collocarono una croce di legno. Sei giorni dopo portarono solennemente in processione l'immagine della Vergine di Loreto e in quell'impeto di fede proclamarono quella terra territorio spagnolo. Così ebbe inizio l'esistenza della missione che porta tale nome.

## Il sogno dei padri Salvatierra e Kino

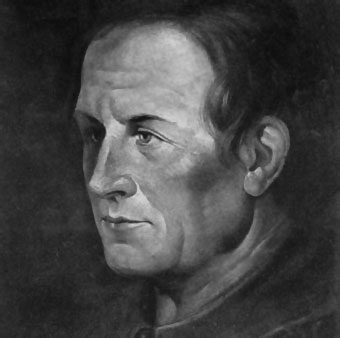
Il sacerdote Eusebio Francisco Kino.

Padre Salvatierra, che capeggiava il gruppo, dovette superare grandi difficoltà per riuscire a concretizzare il suo sogno di evangelizzare i nativi californiani, sogno che condivideva con un altro missionario gesuita, fra' Eusebio Francesco Chini. Aveva la necessità di ottenere autorizzazioni e permessi dei suoi superiori religiosi e delle autorità della Nuova Spagna, inoltre doveva trovare patrocinatori, artigiani, agricoltori e in generale persone in grado di costruire un popolo dal nulla.
All'inizio del 1697 tutto era predisposto per il viaggio nell'estuario del  Río Yaqui a Sonora: padre Salvatierra disponeva di due imbarcazioni sulle quali caricò tutte le provviste e il bestiame che poté raccogliere. In queste imbarcazioni salirono i pochi bravi che ebbero l'audacia di accompagnarlo, tra i quali padre Eusebio Kino, ma una rivolta dei nativi nel nord di Sonora impedì a Kino di proseguire, preferendo questi rimanere sul posto per favorire la pacificazione tra i nativi. 
Fu così che padre Salvatierra fu accompagnato da uno spagnolo, un portoghese, un messicano, un maltese, un siciliano, un mulatto peruviano e tre nativi dell'altipiano messicano: nessuno di loro un religioso ma tutti artigiani, tutte persone molto valide.

## L'epopea

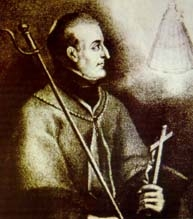
Padre Salvatierra S.J.

Dice la leggenda, confermata dalla storia, che padre Salvatierra con ben poche risorse e in compagnia di pochi uomini riuscì in ciò che nei 150 anni precedenti nessuno era riuscito, cioè a colonizzare e cristianizzare l'"altro Messico". Questo "altro Messico", con il passare degli anni, divenne la Penisola di Bassa California. Alla fondazione della Misión de Loreto sulla costa del Golfo di California seguirono altre missioni nella Penisola della Baia di California, molte di loro non prosperarono, altre divennero delle città.
La Compagnia di Gesù, influente e potente, aveva i suoi detrattori e nemici e a causa di accuse e tradimenti fu espulsa dai domini spagnoli nel 1767. I missionari gesuiti lavorarono in forma pacifica per sette decenni sulla Penisola della Bassa California, fino a che, nel febbraio 1768, giunse l'ordine di espulsione da tutte le colonie spagnole, decretata dal re Carlo III.
All'uscita dei missionari gesuiti la missione passò nelle mani dei frati francescani e da lì partì frate Junípero Serra, per evangelizzare l'Alta California, oggi Stato della California Nel 1773 la Missione di Nostra Signora di Loreto passò ai domenicani, che giunsero a Loreto
Nella Missione di Nuestra Señora de Loreto Conchó giunsero i domenicani nel mese di ottobre dello stesso anno. I francescani che erano stati nella missione per cinque anni, partirono per l'Alta California, per proseguire nella loro opera di evangelizzazione.

## Epilogo
Dopo l'indipendenza del Messico, avvenuta nel 1821, la Missione di Nostra Signora di Loreto entrò in decadenza, il Fondo Caritatevole delle Californie, istituito a favore dei gesuiti dal marchese di Villapuente de la Peña e dalla consorte, marchesa delle Torres de Rada, per sostenere l'evangelizzazione delle Californie sparì con l'espulsione, gli indigeni morirono in massa a causa delle malattie portate nella penisola dagli europei, per le quali essi erano privi di anticorpi, i francescani trasferendosi nell'Alta California, cedettero il luogo ai domenicani, che non avevano l'entusiasmo dei primi missionari e ciò nonostante la missione sopravvisse all'abbandono, diversamente da altre missioni fondate nella Penisola della Bassa California dai gesuiti, francescani e domenicani, che rimasero abbandonate fino a sparire del tutto.
Oggi la Missione di Nuestra Señora de Loreto è il gioiello delle missioni fondate nella penisola. La riattivazione dell'economia e la costruzione di infrastrutture di comunicazione nella Bassa California del Sud a partire dal secolo XIX sono risultati favorevoli alla missione, facendo dimenticare le privazioni del secolo passato. Nel 1992 Loreto, antica capitale della California spagnola, raggiunse il rango di capoluogo municipale.